# Tauno Hannikainen
Tauno Heikki Hannikainen (ur. 26 lutego 1896 w Jyväskylä, zm. 12 października 1968 w Helsinkach) – fiński dyrygent i wiolonczelista.

## Życiorys
Syn Pekki Hannikainena. Uczył się gry na wiolonczeli u Ossiana Fohströma w Helsinkach. W latach 1916–1919 był wiolonczelistą helsińskiej orkiestry miejskiej. Jako solista debiutował w 1920 roku, jako dyrygent w 1921 roku. W 1921 roku przebywał w Paryżu, gdzie był uczniem Pau Casalsa. Od 1921 do 1927 roku był dyrygentem Fińskiej Opery Narodowej w Helsinkach. W latach 1929–1939 prowadził orkiestrę symfoniczną w Turku. Grał też w trio z braćmi Ilmarim i Arvo.
W 1940 roku wyjechał do Stanów Zjednoczonych, gdzie był dyrektorem muzycznym Duluth Symphony Orchestra (1942–1946) i drugim dyrygentem Chicago Civic Orchestra (1947–1950). Pełnił też funkcje dyrygenta (1947–1949) i drugiego dyrygenta (1949–1950) Chicago Symphony Orchestra. Od 1950 do 1963 roku dyrygował orkiestrą filharmoniczną w Helsinkach. Występował gościnnie w krajach Ameryki Południowej i na Dalekim Wschodzie. Był propagatorem twórczości Jeana Sibeliusa.